# 哈里·默里
亨利·威廉·“哈里”·默里，VC，CMG，DSO及挂条，DCM（英語：Distinguished Conduct Medal，1880年12月1日—1966年1月7日）是一名获取了维多利亚十字勋章的澳大利亚军人。在第二次世界大战期间，他通常被描述为大英帝国获得最高荣誉的陆军士兵。